# Ispra
Ispra es una pequeña ciudad en la orilla este del lago Maggiore, en la provincia de Varese (Lombardía , Italia norteña). La población en 2001 ascendió a 4.686 residentes.
Algunos de los institutos principales del Centro de Investigación (JRC) de la Comisión Europea (EC) están situados allí, incluyendo el Instituto para la Protección y la Seguridad del Ciudadano (IPSC), del Instituto para el Medio Ambiente y la Sostenibilidad (IES) y del Instituto para la Salud y la Protección al Consumidor (IHCP), así como la Dirección del Sitio de Ispra (ISD).

## Evolución demográfica
| Gráfica de evolución demográfica de Ispra entre 1861 y 2001 |
|                                                             |
| Fuente ISTAT - elaboración gráfica de Wikipedia             |

- Datos: Q40297
- Multimedia: Ispra / Q40297

1. ↑  Worldpostalcodes.org, código postal n.º 21027.
2. ↑  «Codici Catastali». Comuni-italiani.it (en italiano). Consultado el 29 de abril de 2017.